# Gesso
Gesso (italienische Aussprache: [dʒɛsːo] Kreide, aus dem Lateinischen: Gips, im Griechischen: γύψος) ist eine aus einem Bindemittel mit Gips, Kreide, Pigment oder einer Kombination aus diesen mit Bindemitteln bestehende weiße Farbmischung und bezeichnet die traditionelle Grundierung auf Leinwänden. In der Kunst wird die Mischung zur Vorbereitung auf verschiedenen Untergründen wie Holzplatten, Leinwänden und Skulpturen als Basis für Malfarben und andere Materialien verwendet.

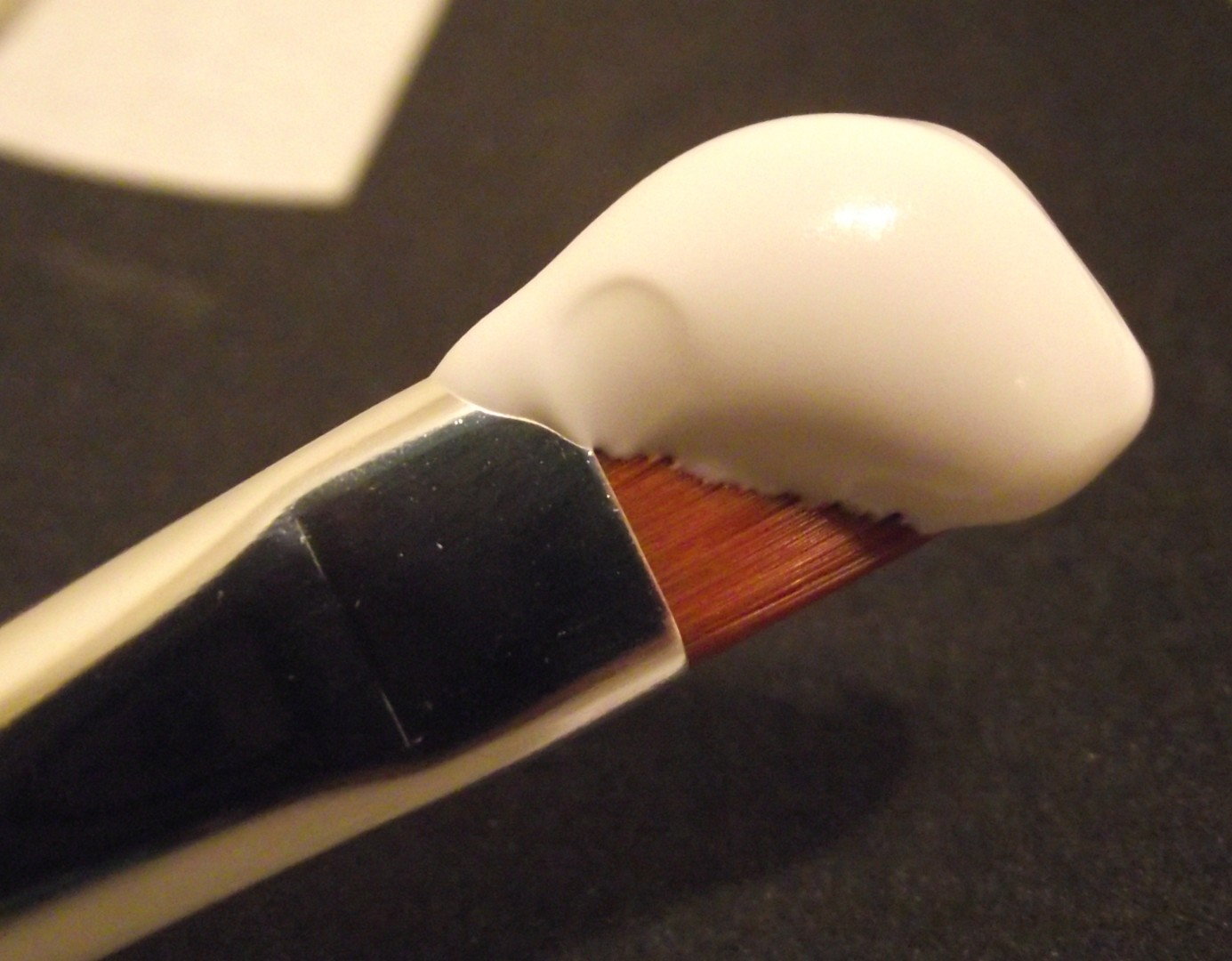
Acrylic gesso

Wie Kreidegrund basiert Gesso häufig auf Hasenhautleim und Schlämmkreide (Calciumcarbonat). Der Begriff ist die italienische Ableitung des lateinischen Wortes gypsum. Es wird als Gesso grosso oder Gesso sottile mit unterschiedlichen Beigaben, sowohl für die Grundierung von Tafelbildern als auch für die plastische Gestaltung von Bilderrahmen, als Basisträger für die Handvergoldung von Bilderrahmen (gesso da inorare) und als Ersatz für geschnitztes Holz verwendet.

## Geschichte
Das Rezept wurde erstmals durch Cennino Cennini (ca. 1370–1440) in dem vermutlich um 1400 erschienenen Buch Libro dell’arte o trattato della peintura erwähnt und ist seither nahezu unverändert geblieben. Cennini beschrieb auch den Guss von Skulpturen mittels einer Metallhohlform. Sicher ist jedoch, dass Gesso bereits bei der Produktion griechischer Kunst eine große Rolle spielte.
In Ägypten wurden Gipslager in Faijum schon in frühdynastischer Zeit abgebaut. Gips tritt vielerorts an der Wüstenoberfläche in Kristallform zutage. Er wurde als Wand- und Deckenüberzug und als Malgrund in Häusern, Tempeln und Gräbern verwendet. Auch Mumiensärge erhielten eine begipste Oberfläche (Gesso), manchmal auch Stuck genannt, für die weitere Bemalung.
Heutzutage bezeichnet Gesso meist lichtechte und alterungsbeständige Acrylkreidegründe, die zum Grundieren textiler und fester Malgründe in der Öl-, Gouache-, Acryl- und Aquarellmalerei dienen.

## Traditionelle Gesso
Gesso, auch bekannt als Leimgesso oder Italienisch Gesso, ist eine traditionelle Mischung aus einem Tierleimbinder, Kreide und weißem Pigment. Dieser Leim wird oft als Beschichtung von starren Oberflächen wie Malpaletten und als Substrat bzw. Absorbationsmittel zur Grundierung in der Malerei verwendet.
Die Farbe des Gesso (Klebers) ist in der Regel weiß bis elfenbeinfarben. Die Aufnahmefähigkeit des Gesso macht es möglich, mit allen Arten von Farben, einschließlich Farben auf Wasserbasis, zu arbeiten. Auch auf dreidimensionalen Gegenständen wird es als Oberfläche für das Auftragen von Farbe oder Blattgold verwendet. Das Mischen und Auftragen ist aufwändig, da in der Regel zehn oder mehr dünne Schichten aufgetragen werden müssen. Dafür ist der Leimgrund eine dauerhafte und strahlend weiße Grundierung auf Holz, Hartfaser und anderen Oberflächen. Die reine Hautleimmischung ist spröde, anfällig für Rissbildungen und eignet sich deshalb nur für starre Oberflächen. Zur Grundierung von flexiblen Leinwänden wird eine Emulsion aus Gesso und Leinöl (auch Halbkreidegrund genannt) verwendet. In der Geologie entspricht das italienische gesso dem englischen Gypsum und ist ein Calciumsulfatmineral (CaSO4 · 2 H2O).

## Acrylgesso
Das moderne Acrylgesso ist eine weit verbreitete Grundierung, die aus Calciumcarbonat mit einem Acrylpolymer (Medium Latex), Pigmenten und anderen Chemikalien besteht und dadurch die Flexibilität und Lebensdauer erhöht. Durch die nicht absorbierende Acrylpolymerbasis ist es möglich, mit Utensilien wie Eitempera zu malen. Damit das Calciumcarbonat (CaCO3) die Aufnahmefähigkeit als Grundierungsschicht behält, wird Titandioxid oder Titanweiß oft als optischer Aufheller zugesetzt. Dadurch bleibt Gesso flexibel genug, um auf Leinwänden verwendet zu werden.
Acrylgesso kann durch die Zugabe eines anderen Pigments wie Ruß oder einer Acrylfarbe eingefärbt werden. Wird eine geringe Menge an Ammoniak und/oder Formaldehyd als Konservierungsstoff zugesetzt, kann der Gips unangenehm riechen. Hersteller von Leinwänden grundieren in der Regel ihre Leinwände mit Gesso.